# Iveco Daily
De IVECO Daily is een bestelwagen van de Italiaanse constructeur van bedrijfsvoertuigen IVECO. De Daily werd geïntroduceerd in 1978 en anno 2014 was de vijfde generatie in productie. Het model vertegenwoordigt de 3,5 tot 7,0 ton-klasse van het merk. De eerste generatie werd ook verkocht als
- Fiat Daily (tot 1983)
- Alfa Romeo AR8 (tot 1987)
- OM Grinta/TurboGrinta (tot 1993)
- Unic Daily (tot 1983)
- Magirus Daily (tot 1981)
- Saurer-Fiat Daily/Saurer-OM Grinta (tot 1983)
- Iveco-Ford Daily (1986-1994)
- Zastava Rival (1987-2000)
- Pegaso Duty (1990-1994)
- Iveco Duty (1990-1994)
- Naveco Deyi (1991-2011)

## Series I
In 1978 introduceerde het in 1975 gevormde IVECO met de Daily haar eerste lichte bedrijfsvoertuig. Het voertuig was de opvolger van FIAT's Fiat 238. De Daily werd als snel gewaardeerd vanwege de robuustheid en de grote variëteit aan uitvoeringen. Het model bestond uit twee versies. De 35 in de gewichtsklasse tot 3500 kg en de 50 in de klasse tot 5000 kg. Van die laatste bestond een uitvoering met een laadruimte van 17 m³. In 1980 kwam ook een versie met een turbodiesel uit die TurboDaily heette. Die naam werd nog tot 2000 gebruikt.

## Series II
Na meer dan een decennium op de markt was de Daily zichtbaar verouderd tegenover de concurrentie, met name de tweede generatie Fiat Ducato en de nieuwe Renault Mascotte. In 1990 werd daarom de tweede generatie voorgesteld. Die was qua model en mogelijkheden gelijk aan de voorganger maar kreeg alle nieuwe moderne technologieën mee. In 1996 kreeg het model een kleine facelift waarbij het minder hoekig werd.

## Series III
In 2000 werd de Series II vervangen door de derde generatie. Er verscheen een versie 28 in de gewichtsklasse tot 2800 kg en een 65 in de klasse tot 6500 kg. Niet veel later werd de TurboDaily dieselmotor geschrapt op het moment dat alle motoren diesels al dan niet op common-rail techniek. 

## Series IV
Na bijna 30 jaar is de IVECO Daily een van de populairste lichte bedrijfsvoertuigen in Europa geworden. De vierde generatie werd geïntroduceerd in 2006 en werd ontworpen door Giugiaro. De bestelwagen is te verkrijgen met drie verschillende wielbases en drie hoogtes. Dat leidt tot acht laadvolumes van 7 tot 13 m³. De lichte vrachtwagen kan met zes wielbases verkregen worden, van 3 tot 4,75 m. De achteras kan eventueel dubbellucht krijgen en ook de cabine kan verdubbeld worden zodat ze dan zes zitplaatsen telt. Er bestaat ook een busuitvoering met twintig zitplaatsen die onder de merknaam Irisbus verkocht wordt.
Er zijn vijf motoren beschikbaar voor de Daily. Elk is voorzien van een turbocompressor en intercooler. Verder voldoen ze ook aan de Euro IV-uitstootnormen.